# James Edgar Dandy
James Edgar Dandy (24 septembre 1903 - 10 novembre 1976) est un botaniste britannique, conservateur de botanique au British Museum (Histoire naturelle) entre 1956 et 1966. Il était alors le spécialiste mondial du genre Potamogeton et de la famille des Magnoliaceae.